# GP2-Lauf in Monte Carlo 2013
Der GP2-Lauf in Monte Carlo 2013 war der vierte Lauf der GP2-Serie 2013 und fand vom 23. bis 25. Mai auf dem Circuit de Monaco in Monte Carlo statt.

## Berichte

### Hintergrund
Die Veranstaltung fand im Rahmenprogramm des Großen Preis von Monaco statt.
Nach dem Lauf in Barcelona führte Stefano Coletti die Fahrerwertung mit 17 Punkten vor Felipe Nasr und 39 Punkten vor Fabio Leimer an. Carlin führte in der Teamwertung mit sechs Punkten vor Rapax und 43 Punkten vor Racing Engineering.
Aufgrund des vollen Rahmenprogramms des Großen Preises von Monaco, wurde das Rennwochenende von Donnerstag bis Samstag ausgetragen.
Vor diesem Lauf nannte sich Caterham Racing in EQ8 Caterham Racing um.
Es gab erstmals in der Saison keine Änderungen im Starterfeld.

### Training
Im freien Training fuhr Sam Bird die Bestzeit vor seinem Teamkollegen Tom Dillmann und Mitch Evans.

### Qualifying
Das Qualifying wurde in zwei Abschnitte mit zwei Gruppen unterteilt, um auf dem engen Kurs in Monte Carlo Behinderungen zu vermeiden. Im ersten Abschnitt fuhr die Gruppe A, die Fahrer mit ungerader Startnummer, und im Anschluss Gruppe B, die Fahrer mit gerader Startnummer. Die Wertungen der beiden Abschnitte wurden nicht kombiniert, stattdessen entschieden die Platzierungen innerhalb der Gruppe über die Startpositionen. Die Gruppe mit dem schnellsten Fahrer erhielt die ungeraden, die andere Gruppe die geraden Startpositionen.
In der Gruppe A fuhr Johnny Cecotto jr. die schnellste Runde vor Bird und Kevin Ceccon. In der Gruppe B fuhr der zweite Arden-Pilot Evans die schnellste Zeit vor Leimer und Jolyon Palmer. Cecotto fuhr 16 Tausendstelsekunden schneller als Evans und sicherte sich die Pole-Position.
Im Anschluss an das Qualifying wurde gegen René Binder Strafversetzung um drei Positionen verhängt, da er Sergio Canamasas behindert hatte.

### Hauptrennen
Cecotto startete von der Pole-Position nicht gut und wurde direkt von Evans überholt. Auch Leimer war besser gestartet als Cecotto und sie fuhren nebeneinander auf die erste Kurve zu. Cecotto bremste spät und rutschte in die Reifenstapel. Leimer hatte auf der Außenbahn keine Möglichkeit in die Kurve einzubiegen und kollidierte mit Cecotto. Zeitgleich kollidierten Ceccon und Bird, wobei sich Ceccon den Frontflügel und Bird den Heckflügel abfuhr. Um eine Kollision mit Ceccon zu vermeiden, bremste Palmer stark ab und drehte sich. Daraufhin kollidierte Julian Leal mit ihm. Da ein Großteil der Strecke blockiert war, kam es zu einer Massenkarambolage. Das Rennen wurde daraufhin unterbrochen. Um die Strecke schnell wieder frei zu bekommen schoben die Marshals einige Fahrer an um deren Motor zu starten.
Für Nathanaël Berthon, Cecotto, Marcus Ericsson, Robin Frijns, Kevin Giovesi, Leal, Leimer, Palmer und Alexander Rossi war das Rennen allerdings beendet. Daniel Abt, Dillmann, Rio Haryanto und Jake Rosenzweig waren ebenfalls im Unfall involviert, ihre Fahrzeuge blieben allerdings unbeschädigt und sie konnten das Rennen wieder aufnehmen. Auch Canamasas, der beim Start stehen geblieben war, startete das Rennen erneut.
Während der knapp einstündigen Pause wurden die Fahrzeuge von Bird und Ceccon repariert, sodass sie ebenfalls am Restart teilnehmen konnten.
Der Restart erfolgte hinter dem Safety-Car, das nach einer Runde an die Box fuhr. Als das Rennen freigegeben wurde, kam es zu keinen Positionswechseln. Evans führte vor Bird, Ceccon, Nasr, Calado und Stéphane Richelmi.
Das Rennen wurde anschließend über die Boxenstopps entschieden. Ceccon war der erste der Top-3 der zum Boxenstopp hereinkam. Evans kam eine Runde später zu seinem Stopp und fiel hinter Ceccon zurück. Bird, der rundenlang Druck auf Evans ausgeübt hatte, fuhr daraufhin schnelle Rundenzeiten. Nach seinem Boxenstopp behielt er die Führung und setzte sich vom Rest des Feldes ab.
Bird gewann das Rennen mit 22 Sekunden Vorsprung auf Ceccon. Dahinter platzierten sich Evans, Nasr, Calado und Coletti. Die Punkte für die schnellste Runde gingen an Coletti und Adrian Quaife-Hobbs sicherte sich die Reverse-Grid-Pole-Position.

### Sprintrennen
Cecotto wurde für das Verursachen der Startkollision im Hauptrennen von diesem Rennen ausgeschlossen.
Das Sprintrennen wurde im Gegensatz zum Hauptrennen wieder stehend gestartet. Quaife-Hobbs kam nicht gut weg, behielt aber die Führung. Binder neben ihm startete ebenfalls schlecht und fiel bis auf Position sechs zurück. Coletti war neuer Zweiter, gefolgt von Calado. Letzterer wurde jedoch noch in der ersten Runde von Evans überholt. Abt und Trummer bekamen währenddessen eine Durchfahrtsstrafe wegen Frühstarts.
Coletti begann sofort Quaife-Hobbs unter Druck zu setzen und überholte ihn in der dritten Runde. Danach setzte er sich ab und kontrollierte das Rennen. Bird und Dillmann mussten beide einen Boxenstopp einlegen und verloren damit die Chance auf Punkte.
Coletti gewann das Rennen vor Quaife-Hobbs und Evans. Die restlichen Punkte gingen an Nasr, Calado Binder Ceccon und Richelmi. Die Punkte für die schnellste Runde ging an Coletti.

## Meldeliste
Alle Teams und Fahrer verwendeten das Dallara-Chassis GP2/11, Motoren von Renault-Mecachrome und Reifen von Pirelli.
| Team                 | Auto # | Fahrer              |
| -------------------- | ------ | ------------------- |
| DAMS                 | 01     | Marcus Ericsson     |
| DAMS                 | 02     | Stéphane Richelmi   |
| ART Grand Prix       | 03     | James Calado        |
| ART Grand Prix       | 04     | Daniel Abt          |
| Arden International  | 05     | Johnny Cecotto jr.  |
| Arden International  | 06     | Mitch Evans         |
| Racing Engineering   | 07     | Julian Leal         |
| Racing Engineering   | 08     | Fabio Leimer        |
| Carlin               | 09     | Felipe Nasr         |
| Carlin               | 10     | Jolyon Palmer       |
| Russian Time         | 11     | Sam Bird            |
| Russian Time         | 12     | Tom Dillmann        |
| EQ8 Caterham Racing  | 14     | Sergio Canamasas    |
| EQ8 Caterham Racing  | 15     | Alexander Rossi     |
| Barwa Addax Team     | 16     | Jake Rosenzweig     |
| Barwa Addax Team     | 17     | Rio Haryanto        |
| Rapax                | 18     | Stefano Coletti     |
| Rapax                | 19     | Simon Trummer       |
| Trident Racing       | 20     | Nathanaël Berthon   |
| Trident Racing       | 21     | Kevin Ceccon        |
| Hilmer Motorsport    | 22     | Robin Frijns        |
| Hilmer Motorsport    | 23     | Jon Lancaster       |
| Venezuela GP Lazarus | 24     | René Binder         |
| Venezuela GP Lazarus | 25     | Kevin Giovesi       |
| MP Motorsport        | 26     | Adrian Quaife-Hobbs |
| MP Motorsport        | 27     | Daniël de Jong      |

## Klassifikationen

### Qualifying
| Pos. | Fahrer              | Team                 | Gruppe A | Gruppe B | Start |
| ---- | ------------------- | -------------------- | -------- | -------- | ----- |
| 01   | Johnny Cecotto jr.  | Arden International  | 1:21,141 | —        | 01    |
| 02   | Mitch Evans         | Arden International  | —        | 1:21,157 | 02    |
| 03   | Sam Bird            | Russian Time         | 1:21,509 | —        | 03    |
| 04   | Fabio Leimer        | Racing Engineering   | —        | 1:21,185 | 04    |
| 05   | Kevin Ceccon        | Trident Racing       | 1:21,986 | —        | 05    |
| 06   | Jolyon Palmer       | Carlin               | —        | 1:21,198 | 06    |
| 07   | Julian Leal         | Racing Engineering   | 1:22,092 | —        | 07    |
| 08   | Tom Dillmann        | Russian Time         | —        | 1:21,387 | 08    |
| 09   | Felipe Nasr         | Carlin               | 1:22,163 | —        | 09    |
| 10   | Robin Frijns        | Hilmer Motorsport    | —        | 1:21,418 | 10    |
| 11   | Marcus Ericsson     | DAMS                 | 1:22,349 | —        | 11    |
| 12   | Sergio Canamasas    | Caterham Racing      | —        | 1:21,522 | 12    |
| 13   | Alexander Rossi     | Caterham Racing      | 1:22,511 | —        | 13    |
| 14   | Stefano Coletti     | Rapax                | —        | 1:21,658 | 14    |
| 15   | Rio Haryanto        | Barwa Addax Team     | 1:22,589 | —        | 25    |
| 16   | Nathanaël Berthon   | Trident Racing       | —        | 1:22,245 | 15    |
| 17   | James Calado        | ART Grand Prix       | 1:22,677 | —        | 16    |
| 18   | Stéphane Richelmi   | DAMS                 | —        | 1:22,317 | 17    |
| 19   | Daniël de Jong      | MP Motorsport        | 1:22,943 | —        | 18    |
| 20   | René Binder         | Venezuela GP Lazarus | —        | 1:22,376 | 22    |
| 21   | Kevin Giovesi       | Venezuela GP Lazarus | 1:23,006 | —        | 19    |
| 22   | Daniel Abt          | ART Grand Prix       | —        | 1:22,716 | 20    |
| 23   | Simon Trummer       | Rapax                | 1:23,017 | —        | 21    |
| 24   | Jake Rosenzweig     | Barwa Addax Team     | —        | 1:22,842 | 23    |
| 25   | Jon Lancaster       | Hilmer Motorsport    | 1:23,443 | —        | 24    |
| 26   | Adrian Quaife-Hobbs | MP Motorsport        | —        | 1:23,328 | 26    |

Anmerkungen
1. ↑  Haryanto wurde wegen Verursachens einer Kollision beim Sprintrennen in Barcelona um zehn Positionen nach hinten versetzt.
2. ↑  Binder wurde wegen Behinderns von Sergio Canamasas um drei Positionen nach hinten versetzt.

### Hauptrennen
| Pos. | Fahrer              | Team                 | Runden | Zeit        | Start | Schnellste Runde |
| ---- | ------------------- | -------------------- | ------ | ----------- | ----- | ---------------- |
| 01   | Sam Bird            | Russian Time         | 42     | 1:36:15,919 | 03    | 1:23,756 (13.)   |
| 02   | Kevin Ceccon        | Trident Racing       | 42     | + 22,077    | 05    | 1:24,476 (19.)   |
| 03   | Mitch Evans         | Arden International  | 42     | + 23,225    | 02    | 1:24,112 (17.)   |
| 04   | Felipe Nasr         | Carlin               | 42     | + 23,416    | 09    | 1:24,433 (16.)   |
| 05   | James Calado        | ART Grand Prix       | 42     | + 29,588    | 16    | 1:24,493 (18.)   |
| 06   | Stefano Coletti     | Rapax                | 42     | + 1:00,519  | 14    | 1:23,665 (09.)   |
| 07   | René Binder         | Venezuela GP Lazarus | 42     | + 1:02,449  | 22    | 1:24,629 (15.)   |
| 08   | Adrian Quaife-Hobbs | MP Motorsport        | 42     | + 1:08,400  | 26    | 1:24,382 (16.)   |
| 09   | Stéphane Richelmi   | DAMS                 | 42     | + 1:12,107  | 17    | 1:25,087 (09.)   |
| 10   | Daniël de Jong      | MP Motorsport        | 42     | + 1:22,410  | 18    | 1:24,031 (37.)   |
| 11   | Tom Dillmann        | Russian Time         | 42     | + 1:29,356  | 08    | 1:24,094 (30.)   |
| 12   | Jon Lancaster       | Hilmer Motorsport    | 41     | + 1 Runde   | 24    | 1:24,295 (14.)   |
| 13   | Simon Trummer       | Rapax                | 41     | + 1 Runde   | 21    | 1:23,844 (31.)   |
| 14   | Jake Rosenzweig     | Barwa Addax Team     | 41     | + 1 Runde   | 23    | 1:24,712 (37.)   |
| 15   | Sergio Canamasas    | Caterham Racing      | 40     | + 2 Runden  | 12    | 1:22,169 (29.)   |
| 16   | Daniel Abt          | ART Grand Prix       | 40     | + 2 Runden  | 20    | 1:23,427 (38.)   |
| —    | Rio Haryanto        | Barwa Addax Team     | 26     | DNF         | 25    | 1:25,944 (07.)   |
| —    | Robin Frijns        | Hilmer Motorsport    | 0      | DNF         | 10    | —                |
| —    | Nathanaël Berthon   | Trident Racing       | 0      | DNF         | 15    | —                |
| —    | Marcus Ericsson     | DAMS                 | 0      | DNF         | 11    | —                |
| —    | Kevin Giovesi       | Venezuela GP Lazarus | 0      | DNF         | 19    | —                |
| —    | Jolyon Palmer       | Carlin               | 0      | DNF         | 06    | —                |
| —    | Julian Leal         | Racing Engineering   | 0      | DNF         | 07    | —                |
| —    | Johnny Cecotto jr.  | Arden International  | 0      | DNF         | 01    | —                |
| —    | Fabio Leimer        | Racing Engineering   | 0      | DNF         | 04    | —                |
| —    | Alexander Rossi     | Caterham Racing      | 0      | DNF         | 13    | —                |

### Sprintrennen
| Pos. | Fahrer              | Team                 | Runden | Zeit       | Start | Schnellste Runde |
| ---- | ------------------- | -------------------- | ------ | ---------- | ----- | ---------------- |
| 01   | Stefano Coletti     | Rapax                | 30     | 42:50,707  | 03    | 1:22,853 (08.)   |
| 02   | Adrian Quaife-Hobbs | MP Motorsport        | 30     | + 1,869    | 01    | 1:24,071 (08.)   |
| 03   | Mitch Evans         | Arden International  | 30     | + 2,218    | 06    | 1:24,067 (09.)   |
| 04   | Felipe Nasr         | Carlin               | 30     | + 2,536    | 05    | 1:23,630 (14.)   |
| 05   | James Calado        | ART Grand Prix       | 30     | + 3,747    | 04    | 1:23,878 (14.)   |
| 06   | René Binder         | Venezuela GP Lazarus | 30     | + 19,293   | 02    | 1:24,597 (13.)   |
| 07   | Kevin Ceccon        | Trident Racing       | 30     | + 20,015   | 07    | 1:24,305 (13.)   |
| 08   | Stéphane Richelmi   | DAMS                 | 30     | + 20.576   | 09    | 1:23,271 (07.)   |
| 09   | Daniël de Jong      | MP Motorsport        | 30     | + 21.197   | 10    | 1:24,459 (29.)   |
| 10   | Jake Rosenzweig     | Barwa Addax Team     | 30     | + 31,720   | 14    | 1:24,099 (07.)   |
| 11   | Sergio Canamasas    | Caterham Racing      | 30     | + 34,105   | 15    | 1:24,163 (08.)   |
| 12   | Jolyon Palmer       | Carlin               | 30     | + 35,775   | 19    | 1:24,242 (08.)   |
| 13   | Fabio Leimer        | Racing Engineering   | 30     | + 36,488   | 18    | 1:24.253 (09.)   |
| 14   | Julian Leal         | Racing Engineering   | 30     | + 36,913   | 20    | 1:24,309 (08.)   |
| 15   | Robin Frijns        | Hilmer Motorsport    | 30     | + 42,125   | 21    | 1:24,106 (09.)   |
| 16   | Rio Haryanto        | Barwa Addax Team     | 30     | + 43,235   | 17    | 1:23,819 (28.)   |
| 17   | Jon Lancaster       | Hilmer Motorsport    | 30     | + 1:03,893 | 12    | 1:25,070 (12.)   |
| 18   | Marcus Ericsson     | DAMS                 | 30     | + 1:04,258 | 22    | 1:22,581 (13.)   |
| 19   | Alexander Rossi     | Caterham Racing      | 30     | + 1:04,735 | 23    | 1:24,710 (10.)   |
| 20   | Kevin Giovesi       | Venezuela GP Lazarus | 30     | + 1:05,004 | 25    | 1:25,008 (10.)   |
| 21   | Nathanaël Berthon   | Trident Racing       | 30     | + 1:05,468 | 24    | 1:23,647 (11.)   |
| 22   | Daniel Abt          | ART Grand Prix       | 30     | + 1:06,174 | 16    | 1:23,988 (07.)   |
| 23   | Simon Trummer       | Rapax                | 30     | + 1:07,413 | 13    | 1:23,508 (08.)   |
| 24   | Sam Bird            | Russian Time         | 29     | + 1 Runde  | 08    | 1:22,375 (21.)   |
| 25   | Tom Dillmann        | Russian Time         | 27     | + 3 Runden | 11    | 1:22,382 (11.)   |
|      | Johnny Cecotto jr.  | Arden International  |        | EX         |       |                  |

Anmerkungen
1. ↑  Cecotto wurde wegen Verursachens der Startkollision im Hauptrennen vom Sprintrennen ausgeschlossen.

## Meisterschafts-Stände nach dem Lauf

### Fahrerwertung
| Pos. | Fahrer              | Team                | Punkte |
| ---- | ------------------- | ------------------- | ------ |
| 01   | Stefano Coletti     | Rapax               | 120    |
| 02   | Felipe Nasr         | Carlin              | 96     |
| 03   | Sam Bird            | Russian Time        | 58     |
| 04   | Fabio Leimer        | Racing Engineering  | 54     |
| 05   | James Calado        | ART Grand Prix      | 40     |
| 06   | Robin Frijns        | Hilmer Motorsport   | 37     |
| 07   | Mitch Evans         | Arden International | 36     |
| 08   | Jolyon Palmer       | Carlin              | 31     |
| 09   | Kevin Ceccon        | Trident             | 28     |
| 10   | Alexander Rossi     | Caterham Racing     | 27     |
| 11   | Adrian Quaife-Hobbs | MP Motorsport       | 23     |
| 12   | Johnny Cecotto jr.  | Arden International | 23     |
| 13   | Tom Dillmann        | Russian Time        | 22     |
| 14   | Jon Lancaster       | Hilmer Motorsport   | 17     |
| 15   | Stéphane Richelmi   | DAMS                | 15     |

| Pos. | Fahrer            | Team                 | Punkte |
| ---- | ----------------- | -------------------- | ------ |
| 16   | René Binder       | Venezuela GP Lazarus | 11     |
| 17   | Julian Leal       | Racing Engineering   | 10     |
| 18   | Simon Trummer     | Rapax                | 8      |
| 19   | Marcus Ericsson   | DAMS                 | 4      |
| 20   | Daniel Abt        | ART Grand Prix       | 3      |
| 21   | Conor Daly        | Hilmer Motorsport    | 2      |
| 22   | Rio Haryanto      | Barwa Addax          | 2      |
| 23   | Daniël de Jong    | MP Motorsport        | 1      |
| 24   | Jake Rosenzweig   | Barwa Addax          | 0      |
| 25   | Kevin Giovesi     | Venezuela GP Lazarus | 0      |
| 26   | Sergio Canamasas  | Caterham Racing      | 0      |
| 27   | Pål Varhaug       | Hilmer Motorsport    | 0      |
| 28   | Nathanaël Berthon | Trident              | 0      |
| 29   | Qing Hua Ma       | Caterham Racing      | 0      |

### Teamwertung
| Pos. | Team                | Punkte |
| ---- | ------------------- | ------ |
| 01   | Rapax               | 128    |
| 02   | Carlin              | 127    |
| 03   | Russian Time        | 80     |
| 04   | Racing Engineering  | 64     |
| 05   | Arden International | 59     |
| 06   | Hilmer Motorsport   | 56     |
| 07   | ART Grand Prix      | 43     |

| Pos. | Team                 | Punkte |
| ---- | -------------------- | ------ |
| 08   | Trident Racing       | 28     |
| 09   | Caterham Racing      | 27     |
| 10   | MP Motorsport        | 24     |
| 11   | DAMS                 | 19     |
| 12   | Venezuela GP Lazarus | 11     |
| 13   | Barwa Addax Team     | 2      |